# Bahnstrecke Dannemarie–Pfetterhouse
| Streckennummer (SNCF): | 133 000              |                                |                                |
| Streckenlänge: | 20,117 km            |                                |                                |
| Spurweite: | 1435 mm (Normalspur) |                                |                                |
| Maximale Neigung: | 16 ‰                 |                                |                                |
| Minimaler Radius: | 300 m                |                                |                                |
| |                      |                                |                                |
| \| \| \| von Mulhouse \| \| \| \| 464,92 0,00 \| Dannemarie (Dammerkirch) ⊙ \| Dannemarie (Dammerkirch) ⊙ \| \| \| \| nach Belfort \| \| \| \| 0,97 \| Stilllegungsgrenze \| Stilllegungsgrenze \| \| \| 2,80 \| Altenach ⊙ \| Altenach ⊙ \| \| \| 4,85 \| Mertzen (Merzen) ⊙ \| Mertzen (Merzen) ⊙ \| \| \| 8,37 \| Friesen ⊙ \| Friesen ⊙ \| \| \| 9,35 \| Largitzenbach \| Largitzenbach \| \| \| 12,15 \| Seppois-le-Bas (Niedersept) ⊙ \| Seppois-le-Bas (Niedersept) ⊙ \| \| \| 14,12 \| Largue \| Largue \| \| \| 16,89 \| D 24 \| D 24 \| \| \| 17,22 \| Pfetterhouse (Pfetterhausen) ⊙ \| Pfetterhouse (Pfetterhausen) ⊙ \| \| \| 20,12 13,50 \| Frankreich/Schweiz \| Frankreich/Schweiz \| \| \| 12,10 \| Anschluss Mülldeponie Bonfol \| Anschluss Mülldeponie Bonfol \| \| \| 10,89 \| Bonfol (Pumpfel) ⊙ \| Bonfol (Pumpfel) ⊙ \| \| \| \| nach Porrentruy \| \| |                      |                                |                                |
| Strecke |                      | von Mulhouse                   | von Mulhouse                   |
| Bahnhof | 464,92 0,00          | Dannemarie (Dammerkirch) ⊙     | Dannemarie (Dammerkirch) ⊙     |
| Abzweig ehemals geradeaus und nach rechts |                      | nach Belfort                   | nach Belfort                   |
| Grenze (Strecke außer Betrieb) | 0,97                 | Stilllegungsgrenze             | Stilllegungsgrenze             |
| Haltepunkt / Haltestelle (Strecke außer Betrieb) | 2,80                 | Altenach ⊙                     | Altenach ⊙                     |
| Bahnhof (Strecke außer Betrieb) | 4,85                 | Mertzen (Merzen) ⊙             | Mertzen (Merzen) ⊙             |
| Bahnhof (Strecke außer Betrieb) | 8,37                 | Friesen ⊙                      | Friesen ⊙                      |
| Brücke über Wasserlauf (Strecke außer Betrieb) | 9,35                 | Largitzenbach                  | Largitzenbach                  |
| Bahnhof (Strecke außer Betrieb) | 12,15                | Seppois-le-Bas (Niedersept) ⊙  | Seppois-le-Bas (Niedersept) ⊙  |
| Brücke über Wasserlauf (Strecke außer Betrieb) | 14,12                | Largue                         | Largue                         |
| Brücke (Strecke außer Betrieb) | 16,89                | D 24                           | D 24                           |
| Bahnhof (Strecke außer Betrieb) | 17,22                | Pfetterhouse (Pfetterhausen) ⊙ | Pfetterhouse (Pfetterhausen) ⊙ |
| Grenze (Strecke außer Betrieb) | 20,12 13,50          | Frankreich/Schweiz             | Frankreich/Schweiz             |
| Abzweig ehemals geradeaus und von links | 12,10                | Anschluss Mülldeponie Bonfol   | Anschluss Mülldeponie Bonfol   |
| Bahnhof | 10,89                | Bonfol (Pumpfel) ⊙             | Bonfol (Pumpfel) ⊙             |
| Strecke |                      | nach Porrentruy                | nach Porrentruy                |

Die Bahnstrecke Dannemarie–Pfetterhouse, auch Largtalbahn genannt (frz. Ligne de la vallée de la Largue), war eine französische Eisenbahnstrecke im Elsass, von Dannemarie zum Bahnhof Pfetterhouse. In Pfetterhouse war sie mit der 1901 eröffneten Bahnstrecke Porrentruy–Bonfol verknüpft. Die 20,1 km lange Strecke wurde 1910 in Betrieb genommen und 1971 stillgelegt.

## Streckenverlauf
Die Strecke beginnt im Bahnhof Dannemarie an der Bahnstrecke Paris–Mulhouse. Dort zweigt sie westlich des Bahnhofes in südliche Richtung ab. Sie folgt der Larg (Largue) am östlichen Ufer. Bei km 2,8 befand sich der Haltepunkt Altenach. Die Bahn führt in südöstlicher Richtung weiter und erreichte beim km 4,8 den Bahnhof Mertzen. Nach weiteren 3,6 km befand sich bei km 8,4 der Bahnhof Friesen.
Immer noch auf dem östlichen Ufer der Larg erreichte sie bei km 12,1 den Bahnhof Seppois-le-Bas. Nun wurde die Larg überquert und die Strecke richtet sich in südwestlicher Richtung neu aus. Nach einer Linkskurve wurde der Bahnhof Pfetterhouse bei km 17,2 erreicht. Nach einer Rechtskurve wurde die Grenze zur Schweiz erreicht, dieser folgte die Strecke auf einigen hundert Meter. Bei km 20,1 überquerte die Bahnlinie die Grenze.

## Geschichte

### Planung, Bau und Inbetriebnahme
Die ersten Bemühungen zum Bau einer Bahnstrecke im Largtal reichen bis in die 1870er Jahre zurück. Nachdem die Bahnstrecke Altkirch–Ferrette (Illtalbahn) 1892 eröffnet wurde, gründete sich ein „Comitee für den Bau einer Eisenbahn durch das Largthal“. Am 15. November 1899 schlugen die Abgeordneten Ricklin und Baron von Reinach im Bezirkstag den Bau der Largtalbahn vor. Nachdem die Schweizer Bahnstrecke Porrentruy–Bonfol (RPB) am 15. Juli 1901 bis kurz vor die deutsche Grenze in Betrieb ging, nahm der Wunsch nach einer Bahnstrecke von Dammerkirch (Dannemarie) nach Pfetterhausen (Pfetterhouse) zu. Im Jahr 1902 begannen die Untersuchungen zur Trassenführung, 1903 sprach sich der Bezirkstag in Colmar für eine Verbindung mit der Schweizer Strecke aus.
Im Jahr 1904 genehmigten die Reichseisenbahnen in Elsaß-Lothringen (EL) das Projekt für die elsässische Strecke Dammerkirch–Pfetterhausen. Die Gesamtkosten wurden 1905 auf 5,575 Millionen Mark geschätzt. Im gleichen Jahr legte das Eisenbahnministerium von Elsass-Lothringen der RPB die Pläne für die Grenzbahn, von Pfetterhausen nach Bonfol, vor. Am 7. Mai 1906 wurde der „Staatsvertrag zwischen der Schweiz und dem deutschen Reiche betreffend einer Eisenbahnverbindung zwischen Pfetterhausen und Bonfol“ unterzeichnet. Schon am 6. Dezember 1905 hatte der deutsche Kaiser Wilhelm II. den Erlass, über den Bau einer Eisenbahnstrecke von Dammerkirch nach Pfetterhausen und weiter zur schweizerischen Grenze, unterzeichnet.
Die ersten Vermessungsarbeiten reichten bis ins Jahr 1903 zurück, als der Trassenverlauf untersucht wurde. Die Ausschreibung für die Bauarbeiten erfolgte am 23. März 1907, den Zuschlag erhielt das Unternehmen Heydt & Mansart. Die Grundstücksenteignungen zogen sich für den Streckenteil bei Pfetterhausen bis zum November 1907 hin. Ein Großteil der Arbeitskräfte waren Fremdarbeiter aus Italien. Der Winter 1907/1908 war sehr kalt, was die an einigen Stellen bereits begonnenen Bauarbeiten zum Erliegen brachte. Im Juni 1908 verkehrte der Bauzug, trotz eines Erdrutsches bei Mansbach, schon bis Niedersept. Die Bauarbeiten am deutschen Teil der Grenzbahn wurden am 16. November 1908 vergeben. Am 28. August 1909 war der Bahnkörper von Dammerkirch bis Pfetterhausen fertiggestellt. Ende 1909 waren schon 15 km Gleis verlegt worden, es wurden 40 kg/m Schienenprofile verwendet. Die Stationen waren ebenfalls Ende 1909 im Bau. Am 27. September 1910 konnte die Strecke bis Pfetterhausen abgenommen werden.
Die Einweihung der Strecke Dannemarie–Pfetterhausen fand am 29. September 1910, im Beisein des Präsidenten der Reichseisenbahnen in Elsaß-Lothringen, Rudolf Schmidt, statt. In jedem Bahnhof begrüßte der örtliche Bürgermeister den Eröffnungszug. Am 1. Oktober verkehrte der erste Personenzug auf der Strecke, die bisherigen Postkutschenverkehre wurden eingestellt. Am 27. Oktober 1910 fand die feierliche Einweihung der Grenzbahn statt, trotz festgestellter Oberbaumängel konnte sie am 1. November in Betrieb gehen.

### Weitere Entwicklung während der ersten Hälfte des 20. Jahrhunderts
Von Dammerkirch nach Pfetterhausen verkehrten 1911 täglich fünf Zugpaare. Auf der Grenzbahn verkehrten 1911 vier Zugpaare. Am 31. Juli 1914 stellte die EL den Betrieb wegen des Ausbruchs des Ersten Weltkrieges auf der Grenzbahn ein. Der Personenzugfahrplan wurde auf dem ganzen Netz der Reichseisenbahnen Elsaß-Lothringen am 3. August außer Kraft gestellt. Am 26./27. August 1914 wurden die beiden Viadukte von Dammerkirch zerstört, daraufhin war die Largtalbahn nicht mehr vom elsässischen Eisenbahnnetz erreichbar. Nach Kriegsende ging die Strecke an das Réseau ferroviaire d’Alsace-Lorraine (AL) über. Am 14. Juli 1919 wurde die Strecke wiedereröffnet, es verkehrten täglich bis zu sechs Zugpaare.

Grenzsperre der Strecke zwischen Bonfol und Pfetterhouse während des Ersten Weltkrieges

Im Jahr 1933 wurde eine Busverbindung, von den „Cars Citroen“, von Mulhouse über Dannemarie nach Pfetterhouse eröffnet. Im Mai desselben Jahres erwog die AL, die Personenzüge auf der Largtalbahn durch Buskurse zu ersetzen. Am 25. Februar 1935 trat ein Gesetz, zur „Coordination“ zwischen der Eisenbahn und den Straßenverkehrsunternehmen in Kraft. Anfang des Jahres 1936 sicherte die AL die Beibehaltung des Güterverkehrs zu, für den Personenverkehr konnte das Gesetz angewendet werden, was eine Umstellung auf Busbetrieb bedeutet hätte. Im Jahr 1937 sollte auf dem „Coordination“-Gesetz basierend 204 Kilometer Eisenbahnstrecken im Elsaß stillgelegt werden; die Largtalbahn wurde auch begutachtet. Die Mitglieder des Conseil Général kamen zum Schluss, dass die Largtalbahn eine wichtige internationale Bahnstrecke sei und der Personenverkehr attraktiver werden müsse. Am 1. Januar 1938 ging die AL in die Société nationale des chemins de fer français (SNCF) über.
Am 2. September 1939 wurde die Grenzbahn wegen des Ausbruches des Zweiten Weltkrieges erneut geschlossen. Von Dannemarie nach Pfetterhouse verkehrten weiterhin Züge. Im Sommer 1940 wurde die Brücke der Straße von Courtavon nach Pfetterhouse über die Grenzbahn zerstört. Im Juli 1940 wurden die Schäden an der Largtalbahn durch die deutsche Besatzungsarmee behoben. Am 22. Juli 1940 konnte der Bahnbetrieb von Dannemarie nach Pfetterhouse wieder aufgenommen werden. Durch den Einsturz des La-Croix Tunnels der Bahnstrecke Delémont–Delle wurde die Grenzbahn vorübergehend (am 27. März 1943) wiedereröffnet. Nachdem der Tunnel wieder befahrbar war, entschied die Deutsche Reichsbahn (DR), den Verkehr nicht weiter aufrechtzuerhalten. Als Grund nannte die DR den maroden Zustand der Brücken; am 11. August 1943 verlegte die DR den Betrieb auf die Straße, um die Bahnüberführung in Seppois-le-Bas zu erneuern. Am 6. Januar 1944 konnte diese dem Betrieb übergeben werden. Ab Mai 1944 erschwerten Bombardierungen den Betrieb. Vom 19. November 1944 – der Befreiung von Pfetterhouse – bis zum 16. Januar 1945 ruhte der Betrieb auf der Largtalbahn. Erst am 6. März konnte ein fahrplanmäßiger Betrieb wieder aufgenommen werden, zwischenzeitlich verkehrten nur einzelne Güterzüge. Die Wiedereröffnung der Grenzbahn erfolgte am 2. Oktober 1945, täglich verkehrten bis zu zwei Züge auf der Strecke.

### Niedergang und Stilllegung
Die Chemins de fer du Jura (CJ), die die Bahnstrecke Porrentruy–Bonfol betrieb, wollte am 21. Dezember 1945 die provisorische Einstellung des Personenverkehrs auf der Grenzbahn erwirken. Ab dem 15. Februar 1946 verkehrten nur noch bei Bedarf Güterzüge auf dem Streckenabschnitt von Pfetterhouse nach Bonfol. Im Januar 1952 stellte die SNCF klar, dass sie den Personenverkehr und Güterverkehr auf der Largtalbahn einstellen wollte. Dies bedurfte allerdings der Zustimmung der Schweiz, was im Staatsvertrag von 1906 festgelegt war. Der Kostendeckungsgrad des Personenverkehrs wurde mit zehn Prozent beziffert.
Bis in die 1960er Jahre verkehrten die Personenzüge in Dampftraktion; ab 1958 kamen samstags X 3700-Triebwagen zum Einsatz. Der Grenzverkehr mit der CJ machte den Hauptanteil der Wagenladungen der Largtalbahn aus. Am 14. November 1953 stießen bei km 18,72 der CJ-Güterzug und eine SNCF-Dampflokomotive zusammen. Dabei wurde der Rangiertraktor der CJ stark beschädigt. Die Traktion der Personenzüge oblag dem Depot Ile-Napoléon; die der Güterzüge Mulhouse-Nord, später dann Belfort. Bis 1957 wurden für die Traktion der Güterzüge Dampflokomotiven genutzt, danach kamen Diesellokomotiven der Baureihe Y 51100 zum Einsatz. Ab Anfang der sechziger Jahre fanden Rückbaumaßnahmen in Mertzen, Friesen, Seppois-le-Bas und Pfetterhouse statt.
Ab 1962 erwog die CJ, die Grenzbahn (Bonfol–Pfetterhouse) stillzulegen. Im Jahr 1965 unternahm die SNCF einen weiteren Versuch, die Strecke Dannemarie–Pfetterhouse und damit auch die Grenzbahn stillzulegen. Auf der Bahnstrecke Nyon–Crassier (NC) war schon 1962 der Verkehr eingestellt worden, die SNCF musste der Stilllegung aber noch zustimmen. Daraufhin wurde am 24. Juli 1965 die Stilllegung der NC und die Einstellung des Personenverkehrs auf der Largtalbahn beschlossen. Das französische Verkehrsministerium ermächtigte die SNCF zur Einstellung des Personenverkehrs am 28. September desselben Jahres, am 30. Oktober verkehrte der letzte Autorail auf der Largtalbahn. Ab dem 29. Mai 1969 wurde der Betrieb durch das „Règlement des lignes à voie unique à trafic restreints“ weiter vereinfacht.
Das französische Verkehrsministerium verfügte am 31. Juli 1969 die Schließung der Largtalbahn für den Güterverkehr. Der Staatsvertrag von 1906 wurde am 3. November 1969 aufgehoben. Am 4. Januar 1970 wurde die Largtalbahn stillgelegt; die Schweizer Strecke wurde bis km 12,1 zurückgebaut. Die Lokomotive BB 63212 zog, am 4. Januar 1970, den letzten Zug. Erst am 3. November 1971 erfolgte der „Décret officiel de déclassement“. Daraufhin wurden die Gleise abgebaut, 2000 Tonnen Stahl und 29.000 Schwellen wurden nach Dannemarie gebracht. Die Bahnhöfe und das Bahngelände wurden an die Gemeinden und Private verkauft.

## Heutiger Zustand
Der Bahnhof Dannemarie wurde zurückgebaut und verfügt über keine Nebengleise mehr. Die Trasse ist größtenteils noch erhalten; sie wird heute als Radweg genutzt. Die meisten Kunstbauwerke und alle Bahnhofsgebäude sind noch erhalten. Im Bereich von Pfetterhouse wurde die Bahnstrecke überbaut.